# Chojane (gmina)
Chojane (lub Chojany) – dawna gmina wiejska istniejąca w XIX wieku w guberni łomżyńskiej. Siedzibą władz gminy było Chojane (obecnie jest to skupisko (okolica szlachecka) odrębnych wsi o pierwszym członie Chojane).
Za Królestwa Polskiego gmina Chojany należała do powiatu mazowieckiego w guberni łomżyńskiej. 31 maja 1870 kilka wsi z gminy Chojane przyłączono do nowo utworzonej gminy Mazowieck.
Według Słownika geograficznego Królestwa Polskiego gmina została zniesiona w końcu XIX wieku. Wykaz gmin z 1921 roku podaje, że miejscowości dawnej gminy Chojane wchodzą w skład gminy Wysokie Mazowieckie.